# Sursamucro spinatus
Sursamucro spinatus är en kräftdjursart som beskrevs av Edward Bradford 1969. Sursamucro spinatus ingår i släktet Sursamucro och familjen Aetideidae. Inga underarter finns listade i Catalogue of Life.